# Col de la Lèbe
Le col de la Lèbe se situe dans le sud du massif du Jura (Ain) sur le territoire des communes de Sutrieu et de Cormaranche-en-Bugey à 914 mètres d'altitude. Le col est fermé en hiver. 

## Observatoire astronomique de la Lèbe
L'observatoire astronomique de la Lèbe (ou observatoire Pierre-Joannard) est localisé sur le col à 880 m d'altitude.

## Mémorial de la Résistance
Le mémorial de la Résistance est situé à une altitude de 792 m. Il consiste en une sculpture d'Eugène Quentric sur laquelle sont gravés les noms de 160 maquisards du Valromey,.
Le col a été le lieu de violents combats en 1943 et en 1944 (notamment en juin) entre les maquis de l'Ain et du Haut-Jura et les forces d'occupation.

## Ascension cycliste
Le col a notamment été emprunté par la 7e étape du Tour de France 2007 sans toutefois qu'il ne soit catégorisé. Le Tour de France l'a de nouveau emprunté lors de la 10e étape de l'édition 2012.